# Eric Borrias
Eric Borrias (Utrecht, 1954) is een Nederlands verhalenverteller, vertelcoach en regisseur.

## Leven en werk
De liefde voor het theater erfde Borrias van zijn moeder, met wie hij vaak de schouwburg bezocht. Op de middelbare school richtte hij samen met zijn broer cabaretgezelschap H2SO4 op. In 1980 sloot hij zich aan bij amateurtoneelgezelschap Elckerlyc. Naast een baan naast bij Uitgeverij VNU ontwikkelde hij zich tot verteller. In de jaren 1990-2003 werkte hij bij vertellerscollectief O'Rare in Tiel, sinds 1999 is hij fulltime verteller. In 2016 werd hij tijdens het jaarlijkse Vertel Event van de Stichting Vertellen door de vakjury unaniem gekozen tot "Verteller van het jaar". Tegelijk werd hij uitgeroepen tot Vertelambassadeur voor Nederland en Vlaanderen, de tweede verteller die deze titel mocht voeren na Mia Verbeelen, die net als hij haar vertelcarrière bij O'Rare begon.
Borrias maakte bewerkingen van vele beroemde boeken, voor kinderen en volwassenen. Internationaal succes verwierf hij onder meer met zijn vertolking van Jonas Jonassons bestseller De 100-jarige man die uit het raam klom en verdween. Hij speelde in diverse voorstellingen rond de Tweede Wereldoorlog, onder andere in Herinneringscentrum Kamp Westerbork en Kamp Vught. In 2007 werd hij onderscheiden met de Rachel Borzykowski-penning van Stichting Sobibor voor zijn vertolking van het boek van Jules Schelvis Binnen de Poorten. Salman Rushdie gaf hem toestemming om zijn boek Haroen en de zee van verhalen te gaan spelen.
Hij werkte mee aan de Teleac-serie Vertellen in het VMBO, dvd-projecten voor het onderwijs en verhalen voor de canon van de geschiedenis En toen nu. Hij is vaste gast op het grootste vertelfestival van Europa in Alden Biesen (België) en trad op in Duitsland, Denemarken, Hongarije, Engeland, Canada en Curaçao.
Borias is aangesloten bij Het Verteltheater in Utrecht. Zijn broer verzorgt de techniek bij optredens.